# Nils Jerring

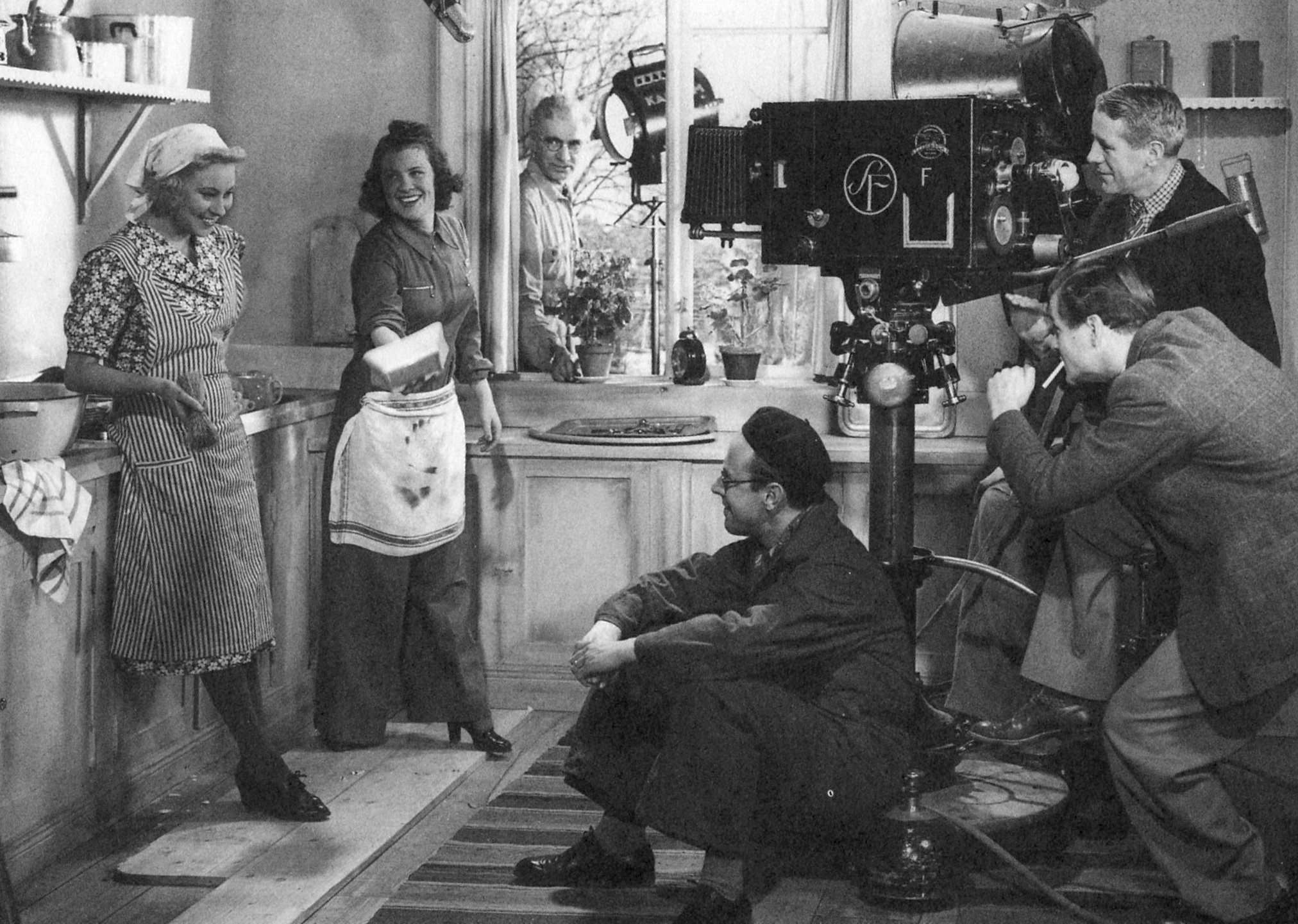
Rodaje de Landstormens lilla argbigga (1941). Desde la izq.: Marianne Löfgren, Sickan Carlsson, hombre en la ventana desconocido, Nils Jerring (sentado), George Fant y Julius Jaenzon (de pie)

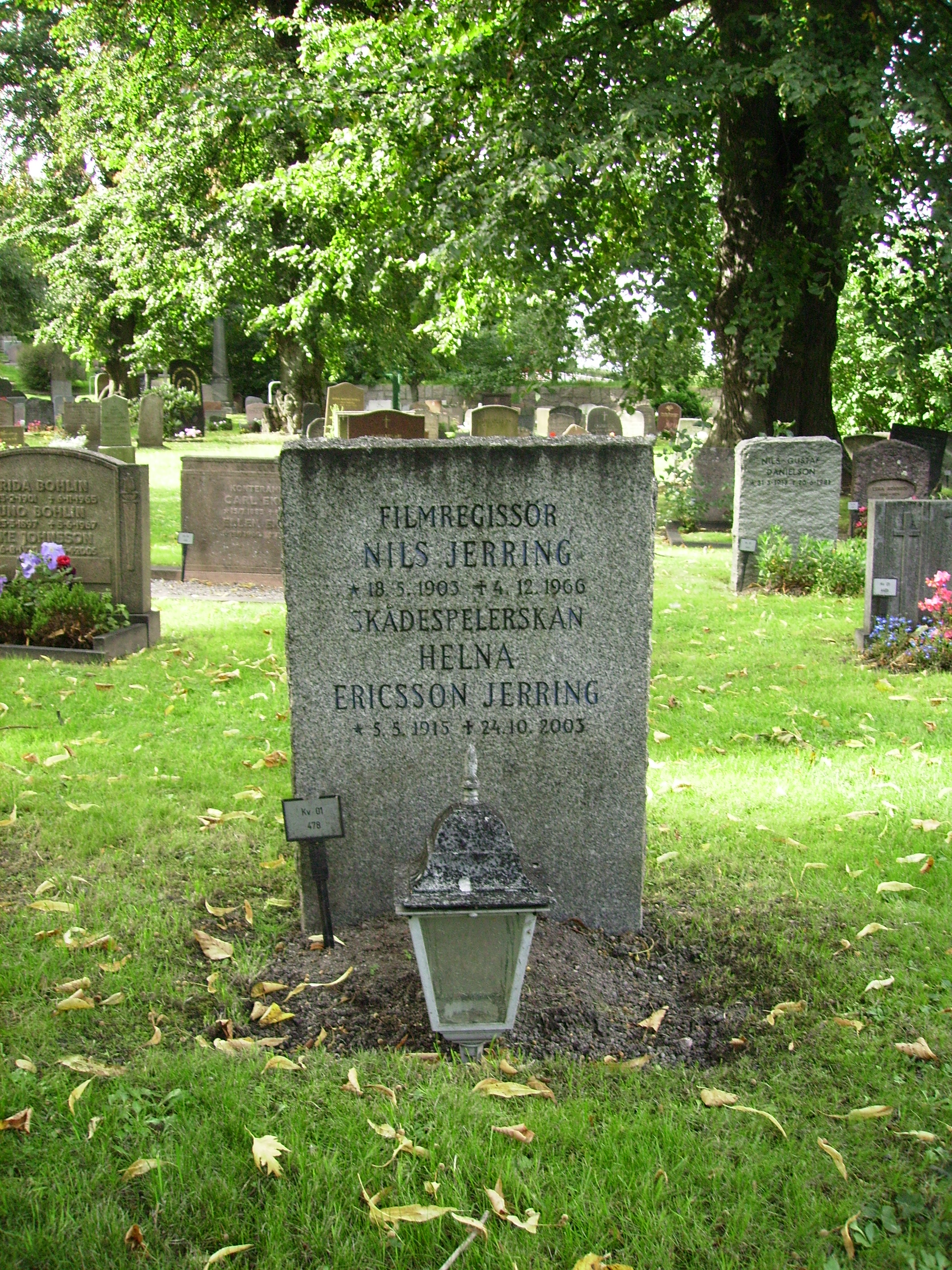
Tumba de Nils Jerring en el Cementerio Galärvarvskyrkogården de Estocolmo

Nils Jerring (18 de mayo de 1903 - 4 de diciembre de 1966) fue un actor y director de nacionalidad sueca. 

## Biografía
Su verdadero nombre era Nils Erik Alfred Jonsson, y nació en Boxholm, Suecia, siendo sus padres Alfred Jonsson, veterinario, y Anna Karlsson. Su hermano era el locutor y periodista Sven Jerring.
Jerring fue contratado por SF Studios en 1933, siendo uno de los más prolíficos directores suecos de cortometrajes. El primero, Rosa Horn bjuder på middag, se estrenó en 1934. Además escribió el guion de varias películas. 
Además de cortometrajes, Jerring también dirigió diferentes largometrajes, principalmente comedias. Su primera cinta fue Vi Masthuggspojkar (1940), a la cual siguió Stackars Ferdinand (1941). Después realizó dos películas interpretadas por Sickan Carlsson: Landstormens lilla argbigga (1941) y Flickan i fönstret mitt emot (1942), obteniendo un gran éxito la primera de ellas. En 1943 rodó su único largometraje fuera del género de la comedia, Stora skrällen, sobre el accidente del puente Sandö en 1939, en el cual fallecieron 18 trabajadores. Dirigió su último largometraje en 1944, Hans officiella fästmö, también protagonizado por Sickan Carlsson. Después volvió a rodar cortometrajes, entre ellos producciones conmemorativas como Konung Gustaf V in memoriam (1950). Su último corto, rodado en 1960, fue Ny form av sten.
Nils Jerring falleció en Estocolmo, Suecia, en el año 1966. Fue enterrado en el Cementerio Galärvarvskyrkogården de esa ciudad. Desde 1939 había estado casado con la actriz del Teatro Dramaten Helna Ericsson (1915–2003).

## Filmografía

### Actor
- 1937 : John Ericsson - segraren vid Hampton Roads
- 1954 : I rök och dans
- 1959 : Bara en kypare

### Director
- 1940 : Vi Masthuggspojkar
- 1941 : Stackars Ferdinand
- 1941 : Landstormens lilla argbigga
- 1942 : Flickan i fönstret mitt emot
- 1943 : Stora skrällen
- 1944 : Hans officiella fästmö
- 1950 : Konung Gustaf V in memoriam